# لويزا فيرناندا البوربونية
لويزا فيرناندا دي بوربون (بالإسبانية: Luisa Fernanda de Borbón)‏ أميرة إسبانيا منذ مولدها، وُلدت في مدريد في 30 يناير عام 1832. هي ابنة الملك فيرناندو السابع ملك إسبانيا وزوجته ماريا كريستينا دي بوربون. وبعد زواجها من أنتوني، دوق مونتبينسير أصبحت دوقة مونتبينسير. وتُوفيت في إشبيلية في 2 فبراير عام 1897.

## معرض صور